# ܕ
دالث/دولث (ܕܵܠܲܬ݂/ܕܳܠܰܬ݂) رابع حروف الأبجدية السريانية. يقابل حرف الدال بالعربية، وقد يلفظ كالدال أو الذال بحسب التنقيط.